# Аркуш (Анадия)
Аркуш (порт. Arcos) — район (фрегезия) в Португалии, входит в округ Авейру. Является составной частью муниципалитета Анадия. Находится в составе крупной городской агломерации Большое Авейру. По старому административному делению входил в провинцию Бейра-Литорал. Входит в экономико-статистический субрегион Байшу-Воуга, который входит в Центральный регион. Население составляет 5533 человека. Занимает площадь 12,02 км².